# ケツギョ
ケツギョ（鱖魚、桂魚、Siniperca chuatsi）は、ケツギョ科に分類される魚類。

## 分布
中国大陸東部沿岸の黒竜江省（アムール川）から広東省にかけての各水系に分布するが、華南よりも華北に多い。本来、海南島などの島嶼部や雲南省などの内陸部には分布しない。現在は、養殖のために台湾にも移植されている。また、広東省を中心に大規模な養殖が行われている。

## 形態
成魚は全長30cm程度、最大で65cmとなる。体は側扁する。体長は体高の約2.8倍程度。吻は前に突き出ていて、口が大きい。尾鰭（おびれ）はうちわのような円形をしている。背鰭（せびれ）は前後で形態が異なり、前部には硬い刺がある。体色は黄緑色で、腹部は淡灰色。体側には中央付近に太く黒い筋模様が1本あり、不規則の暗褐色の斑点がいくつかあり、周辺環境に紛れる保護色となる。吻から目を通って背鰭の下まで、黒い竪筋模様がある。腹鰭・背鰭の後部・尾鰭の各軟条部には暗褐色の黒点が並び、全体で軟条を横切る帯模様に見える。

## 生態
大河川の中流域、ダム湖などの淡水域に生息する。食性は捕食性の肉食で、魚類・水生昆虫・甲殻類等を食べる。

## 人間との関係
中国語の標準名は「鱖」または「鱖魚」であるが、この「鱖魚」を音読みしたものを和名としている。旧満州において、日本人はヨロシと称した。中国語では同音の当て字で「桂魚」、また、これから類推した「桂花魚」と呼ばれたり、その当て字で「季花魚」と書かれることもある。「桂花」はギンモクセイを意味するが、鱖魚とは無関係である。他に地方名に「翹嘴鱖」、「胖鱖」(湖北省)、「母猪殻」(四川省、重慶市)、「花鯽魚」、「鰲花魚」（東北）などがある。
属名Sinipercaは、「中国（Sini）のパーチ（Perca）」を意味する。

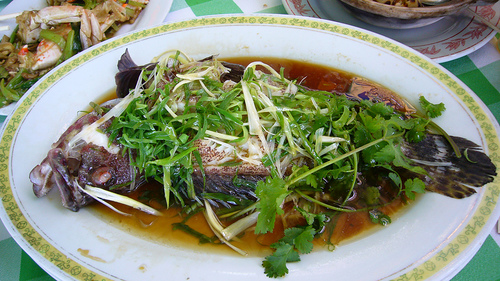
ケツギョの蒸しもの

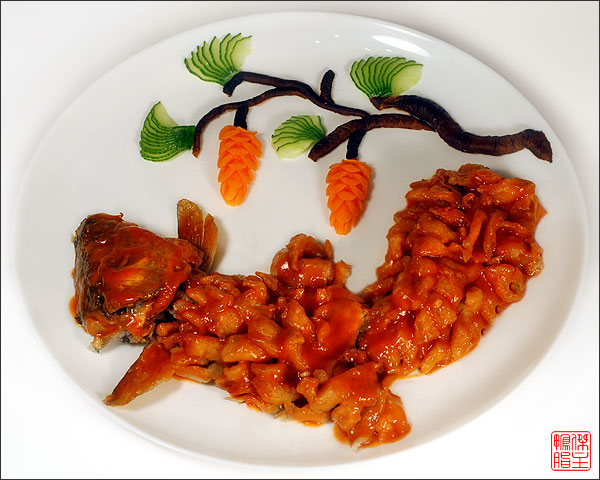
松鼠桂魚

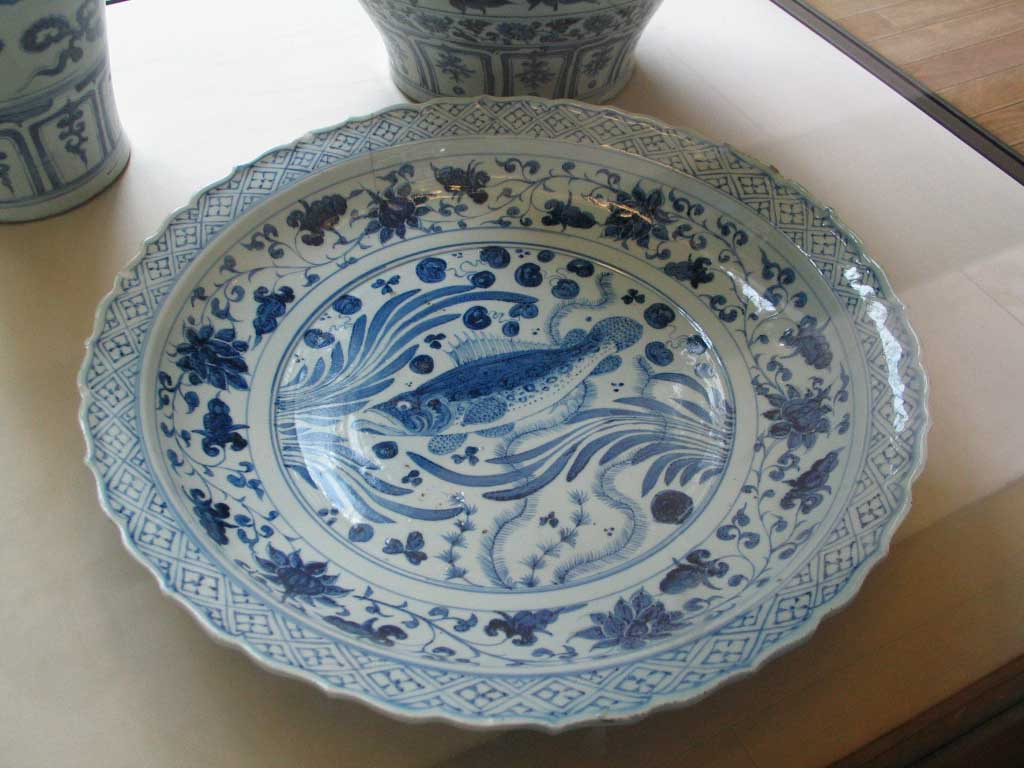
大英博物館蔵、元代の鱖魚青花瓷盤

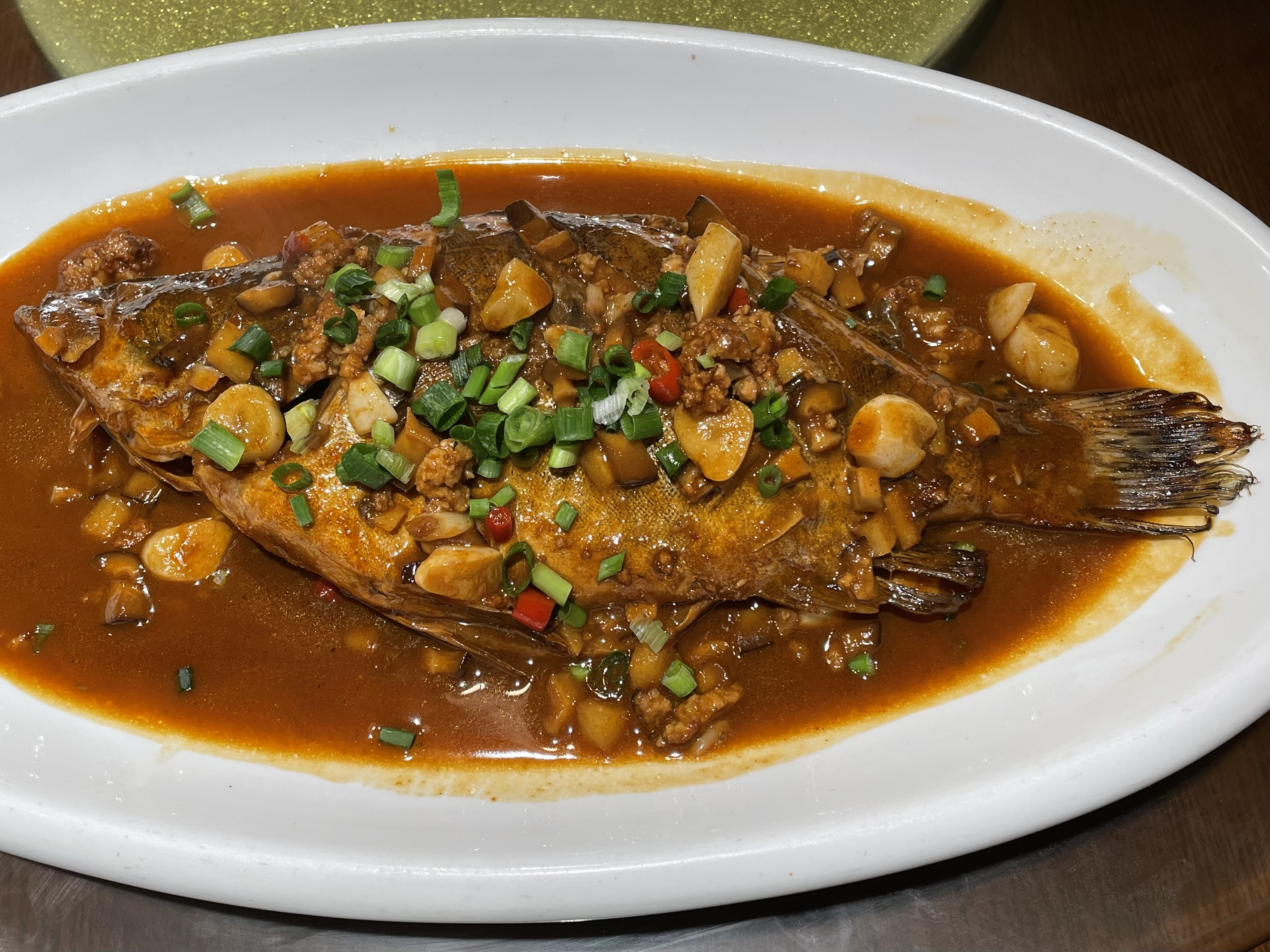
発酵させたケツギョを使った臭桂魚。

白身で癖がなく、食感もぷりっとしていて良く、小骨がないため、中国では高級食材として扱われている。ネギ、ショウガまたは豆豉と共に蒸し魚にしたり、唐揚げにすることが多い。
中国では活魚としてホテルや料理店などに販売されているが、日本においては外来生物法の特定外来生物（第二次指定種）として、活魚での輸送や保管は禁止されている。
古来、美味なる魚として漢詩にもたびたび現れる。例えば、唐の張志和の『漁歌子』には「西塞山前白鷺飛，桃花流水鱖魚肥。」の一節がある。また、絵画や陶器などの題材にもされることがある。